# Livre des métiers
Il Livre des métiers (Libro dei mestieri), redatto verso il 1268 dal prévôt de Paris Étienne Boileau, è la prima grande raccolta dei regolamenti di mestiere parigini. L'esistenza e i diritti degli artigiani erano allora tutelati in seno alle corporazioni nell'ambito di un ordine sociale cristiano.

## La redazione delLivre des Métiers
Etienne Boileau fu nominato Prévôt de Paris da San Luigi IX nel 1261. Incaricato, fra l'altro, della giurisdizione sulle arti, si scontrò con la difficoltà di dirimere le controversie in assenza di norme scritte, dal momento che i regolamenti di mestiere erano per lo più trasmessi per tradizione orale dai padri ai figli e dai maestri agli apprendisti. Boileau invitò, perciò, ciascuna comunità di mestiere a redigere i propri statuti e decise, dopo averli approvati, di riunirli in una sola raccolta. Questo testo, il cui titolo esatto è Les Établissements des Métiers de Paris, è generalmente noto con il nome di Livre des Métiers. Esso è comunemente datato al 1268, ma probabilmente la sua elaborazione richiese più anni.
Il Livre des Métiers si compone di due parti. La prima (101 titoli) presenta gli statuti dei corpi di mestiere; la seconda (31 titoli) tratta delle imposte, diritti e contributi in natura dovuti dalle corporazioni. Una terza parte, dedicata alla giustizia e alla giurisdizione, non è mai stata redatta (o è andata perduta).
Il Livre des Métiers è stato pubblicato nel 1879 da René de Lespinasse e François Bonnardot: il testo di tale edizione è stato stabilito sulla base del manoscritto detto "della Sorbona", copia del manoscritto originale perduto nell'incendio della Corte dei Conti nel 1737.
Si può inoltre consultare l'edizione di Georges-Bernard Depping, del 1837, nella Collection des Documents inédits sur l'histoire de France.

## Elenco dei corpi di mestiere di Parigi nel Duecento
Il Livre des Métiers non elenca tutti i mestieri presenti a Parigi nel Duecento: infatti non tutte le corporazioni risposero all'invito di Étienne Boileau: l'assenza più notevole è quella della potente corporazione dei macellai. Tuttavia il Livre costituisce il più antico testo di riferimento per lo studio dei corpi di mestiere di Parigi sotto l’Ancien Régime, che sarà seguito dalle ordinanze reali e dai registri della taille del 1292 e del 1313, dall’Ordonnance sur les métiers de la ville de Paris o Grande Ordonnance del 1350, dall'Ordonnance des bannières del 1467, dall'Editto reale del 1673 opera di Colbert, dall'Editto Reale del 1691, e infine dall'editto di Turgot del 1776, che aboliva le corporazioni.
Alimentazione
Farina e cereali
Talemeliers. Il titolo I del Livre des Métiers Chiama talemeliers i panettieri. In ogni bottega c'era un capo dei lavoranti, chiamato joindre o jindre, e degli aiutanti chiamati, secondo le loro funzioni, vanneurs, bluteurs (entrambi setacciatori), pétrisseurs (impastatori). I fornai di Parigi vendevano il pane presso il cimitero degli Innocenti, in un apposito salone. Essi non avevano il diritto di cuocere i giorni di festa, ma in tali giorni potevano rivendere il pane di scarto (indurito, bruciato, troppo lievitato) in un mercato all'aperto fra il sagrato di Notre-Dame e la chiesa di San Cristoforo.
Meuniers du Grand-Pont. A Parigi c'erano molti mulini a vento e ad acqua. Il titolo II parla solo dei mugnai del Grand-Pont, i cui mulini erano collocati sotto le arcate del ponte che collegava lo Châtelet al Palazzo (l'attuale Pont au Change).
Blaetiers. Il titolo III designa come blaetiers i commercianti di cereali al dettaglio.
Mesureurs de blé. Il titolo IV tratta dei misuratori di cereali, il cui ruolo era di servire da garanti, fra il cliente e il venditore, riguardo alla quantità, qualità e prezzo della merce.
Bevande
Crieurs de vin. Il titolo V è dedicato agli strilloni (crieurs) di vino, la cui funzione consisteva nell'annunciare in giro per la città il prezzo del vino offerto nelle taverne, dopo essersi assicurati la rigida applicazione dei regolamenti sui prezzi e sulle misure.
Jaugeurs. Gli stimatori di capacità (letteralmente "stazzatori") (titolo VI) servivano da garanti fra venditore e acquirente con riferimento alla quantità, qualità e prezzo delle derrate vendute nelle botti.
Taverniers. I tavernieri (titolo VII) vendevano il vino nel loro locale e a domicilio.
Cervoisiers. I cervoisiers (titolo VIII) fabbricavano e vendevano la cervogia, bevanda simile alla birra, ma priva di luppolo.
Altri alimentari
Regratiers de pain, de sel, de poisson de mer et de toutes autres denrées
Regratiers qui vendent fruits et aigrun à Paris. I regratiers (letteralmente "rigattieri", di cui ai titoli IX e X) erano i piccoli commercianti che si occupavano della vendita in giornata e al dettaglio di prodotti alimentari. I primi vendevano il pane, il sale, i pesci di mare e le altre derrate sfuse; i secondi erano i fruttivendoli.
Huiliers. Gli oliandoli (titolo LXIII) producevano e vendevano l'olio d'oliva, di mandorla, di noci, di canapa e di papavero.
Cuiseniers. I cuochi (titolo LXIX) cucinavano e servivano carni bollite e arrosto: oca, manzo, agnello, vitello, montone, capretto, porco.
Poulailliers. I pollaioli (titolo LXX) preparavano e vendevano il pollame. Essi non potevano esercitare la loro attività fuori dai mercati di porte-Saint-Denis e di rue Notre-Dame. Il sabato il luogo di vendita era alle Halles en Champeaux.
Pescheurs de l'eaue le Roy. I "pescatori dell'acqua del Re" (titolo XCIX) avevano il diritto di pesca in quella parte della Senna e della Marna che appartenevano al Re, dalla punta orientale dell'île Notre-Dame fino a Saint-Maur-des-Fossés. Essi pescavano lucci, anguille, carpe...
Poissonniers de eaue douce. I pescivendoli di pesci d'acqua dolce (titolo C) vendvano i pesci pescati nei fiumi, che avevano il diritto di comprare in un raggio di due leghe intorno a Parigi. Un solo luogo era autorizzato per la vendita, posto a fianco del Grand-Pont, chiamato les pierres aux poissonniers ("le pietre dei pescivendoli").
Poissonniers de mer. I pescivendoli di pesci di mare (titolo CI) vendevano i pesci provenienti dal mare, freschi o salati. La vendita si teneva alle Halles en Champeaux.
Gioielleria e arte sacra
Orfèvres. Gli orefici (titolo XI) lavoravano i metalli preziosi: oro e argento.
Patenostriers d’os et de cor
Patenostriers de corail et de coquille
Patenostriers d’ambre et de gest: i patenôtriers fabbricavano le corone di grani: ogni tipo di perline infilate, soprattutto rosari. Secondo la corporazione cui appartenevano, essi lavoravano l'osso ed il corno (titolo XXVII), oppure il corallo e la madreperla (titolo XXVIII), oppure ancora l'ambra e il giaietto (titolo XXIX).
Cristaliers et perriers de pierres natureus: i cristallieri (titolo XXX) tagliavano le pietre preziose (cristallo di rocca, ametista, agata, smeraldo, rubini) per farne degli oggetti o per incastonarli nelle montature d'oro predisposte dagli orefici.
Bateurs d'or et d'argent à filer. I filatori d'oro (tiraori) e d'argento (titolo XXXI), dopo aver battuto il metallo, lo tiravano e tagliavano in fili da usare nei broccati o per ricami d'oro.
Bateurs d’or et d'argent en feuilles. I battifogli d'oro e d'argento (titolo XXIII) riducevano il metallo battuto in lamine o in foglie, per la doratura di mobili ed oggetti.
Ymagiers tailleurs de Paris et de ceus qui taillent cruchefis a Paris. Il titolo LXI è consacrato agli intagliatori e scultori di statue, statuette, crocifissi... I materiali lavorati erano il legno, l'osso, il corno o l'avorio.
Paintres et tailleurs d'ymages. I pittori (titolo LXII) ricoprivano le statue con la foglia d'oro ed il colore.
Barilliers. I barilliers (titolo XLVI) fabbricavano delle piccole botti, oggetti di lusso di piccole dimensioni destinati a contenere profumi e liquori. Questi artigiani lavoravano la quercia, il pero, il sorbo, l'acero, il legno di brasile, la tamerice. Le botticelle erano spesso cerchiate di metallo e qualche volta ornate di pietre preziose.
Metalli
Ferro
Fevres, marissaus, vrilliers, greifiers, heaumiers. Il titolo XV trattava dei fabbri ferrai. Al loro interno distingueva i maniscalchi (che ferravano i cavalli), i vrilliers (fabbricanti di succhielli), i greffiers (fabbricanti di ganci), gli heaumiers (fabbricanti di elmi) e i grossiers (operai addetti agli oggetti più grossi).
Fevres Couteliers. I "fabbri coltellai" (titolo XVI) fabbricavano le lame dei coltelli.
Serreuriers. I serruriers (titolo XVIII) fabbricavano le serrature di ferro.
Altri metalli
Couteliers feseeurs de manches. I "coltellai fabbricanti di manici" (titolo XVII) fabbricavano i manici dei coltelli e vi inserivano le lame fabbricate dai fabbri coltellai. I fabbricanti di manici lavoravano i legni duri, l'osso e l'avorio.
Boitiers, feseeurs de serreures a boites. I fabbricanti di serrature di rame, chiamati anche boîtiers, ovvero "scatolai" (titolo XIX), fabbricavano piccole serrature per mobili, cassepanche e per oggetti di valore: cofanetti, custodie per gioielli, vasetti.
Bateurs d’archal
Bateurs d’estain: i battifogli d'oricalco (titolo XX) o di stagno (titolo XXXII) riducevano il metallo in fogli sottili. L'oricalco era una lega molto usata nel Medioevo, simile al rame e alla latta, di cui non si conosce però più la composizione.
Ouvriers de toutes menues ouevres qu'on fait d'estain ou de plom. Gli operai di stagno (titolo XIV) fabbricavano piccoli oggetti di stagno o piombo: campanelli, sonagli, anelli...
Traifiliers de fier
Traifiliers d’archal: i trafilatori di ferro (titolo XXIII) e d'oricalco (titolo XXIV) tiravano il metallo in fili.
Fondeurs et molleurs. I fonditori-stampatori (titolo XLI) fabbricavano borchie, anelli, sigilli e stampi di fantasia. Le attività di fusione e stampa dei metalli non erano però loro riservate: tutti gli artigiani dei metalli effettuavano queste operazioni.
Lampiers. I lampiers (titolo XLV) fabbricavano candelieri e lampade di rame.
Boucliers de fier. I boucliers di ferro (titolo XXI) fabbricavano le fibbie e gli anelli di ferro.
Boucliers d'archal, de quoivre et de laiton
Attacheurs: I boucliers d'oricalco, rame o latta (titolo XXII) e i chiodaiuoli (titolo XXV) fabbricavano borchie, anelli, fibbie e piastrine da mettere sulle cinghie e sulle cinture fatte dai correggiai.
Fremailliers de laiton. I fermaillers (titolo XLII) fabbricavano fermagli e spille per ornare i vestiti, nonché per chiudere i libri, e inoltre anelli e fibbie.
Patenostriers, faiseurs de boucletes a soulers et de noyaux a robe. I patenôtriers di fibbie (titolo XLIII) fabbricavano fibbie in metallo per le scarpe, nonché bottoni di osso, corno o avorio per vestiti.
Espingliers. Gli épingliers ("aguggiari") (titolo LX) erano i fabbricanti di spilli.
Oggetti vari
Gaaigniers de fouriaux. I gainiers-furreliers (titolo LXV) fabbricavano guaine, foderi e custodie in cuoio bollito, nonché faretre e cofanetti per gioielli. Potevano utilizzare solo corami di bovino, cavallo o asino.
Garniseurs de gaaines, feiseurs de viroles, de heus et de coispeaus de laiton, d'archal et de quoivre. I guarnitori di guaine (titolo LXVI) guarnivano le guaine e i foderi con anelli (viroles), maniglie (heus) o pomelli (coispeaus) di latta, oricalco o cuoio.
Pingniers et lanterniers. I peigners-lanterniers (titolo LXVII) lavoravano il legno ed il corno per fabbricare pettini e lanterne.
Tabletiers, qui font tables a escrire. I tabletiers (titolo LXVIII) lavoravano l'avorio, il corno o il legno duro (faggio, bosso, cedro, ebano, brasile, cipresso) per farne delle tavolette sottili dotate di uno strato di cera, su cui si poteva scrivere con uno stilo e che si portavano appese alla cintura.
Deiciers. I déciers (titolo LXXI) erano i fabbricanti di dadi da gioco, realizzati in legno, osso, corno o avorio.
Boutonniers et deyciers d'archal, de quoivre et de laiton. I boutonniers et déciers d'archal (titolo LXXII) fabbricavano bottoni in oricalco, rame o latta, nonché i ditali.
Armi
Haubergiers. Gli armorari (titolo XXVI) fabbricavano le armature di metallo: usberghi a piastre e cotte di maglia.
Archiers. Gli archiers (letteralmente "arcieri") (titolo XCVIII) erano i fabbricanti di archi, frecce e balestre.
Fourbisseurs. I "lucidatori" (titolo XCVII) erano coloro che montavano e decoravano le spade, le daghe, le lance, le picche.
Abbigliamento
Seta
Fillerresses de soye a grans fuiseaus
Fileresses de soie a petiz fuiseaux: le filatrici di seta con fusi grandi (titolo XXXV) e con fusi piccoli (titolo XXXVI) srotolavano, filavano, univano e ritorcevano la seta per prepararla alla tessitura.
Laceurs de fil et de soie. I laceurs di filo e di seta (titolo XXXIV) producevano passamanerie: cordoni, nastri, bordure e lacci.
Crespiniers de fil et de soie. I crépiniers (letteralmente "crespatori") (titre XXXVII) fabbricavano il crespo di filo o di seta: facevano cuffie, federe per cuscini e guanciali, tovaglie per l'altare.
Ouvrieres de tissuz de soie. Gli "operai dei tessuti di seta" (titolo XXXVIII) ordivano e tessevano la seta per produrre galloni, nastri, fasce, fusciacche, giarrettiere.
Tesserandes de queuvrechiers de soie. I tessitori di seta (titolo XLIV) ordivano e tessevano la seta per farne copricapi, nonché tela per fodere.
Ouvriers de draps de soye et de veluyaus et de boursserie en lice. I drappieri di seta (titolo XL) erano il mestiere più importante dell'industria della seta: essi fabbricavano panni, velluti e bourseries (stoffe damascate o vellutate con cui si facevano i borselli da cintura e le borse).
Lana
Toisserans de lange. I tessitori di lana (titolo L) erano i fabbricanti di panni di lana. Si occupavano anche della vendita delle loro stoffe, in bottega durante la settimana, alle Halles en Champeaux nei giorni di mercato. L'industria della lana (tappetai, follatori, tintori) era controllata dai tessitori.
Tapissiers de tapiz sarrasinois, I "tapettai saraceni" (titolo LI) fabbricavano dei tappeti spessi, alla maniera dei tappeti orientali.
Tapissiers nostrez. I tappetai nostrés (titre LII) fabbricavano dei tappeti che erano probabilmente, all'opposto dei precedenti, rasi e lisci (il significato della parola "nostré", che cessa di essere utilizzato nel corso del Trecento, non è sicuro). I tappetai non potevano utilizzare altro materiale che il filo di lana e, per l'ordito e i bordi, il filo di lino o di canapa.
Foulons. I follatori (titolo LIII) si occupavano della follatura dei panni.
Tainturiers. I tintori (titolo LIV) si occupavano della tintura dei panni. Poiché anche i tessitori di lana erano autorizzati a tingere, le dispute fra le due corporazioni erano continue.
Lino e canapa
Liniers. I linaioli (titolo LVII) erano coloro che acquistavano il lino per rivenderlo dopo aver effettuato le lavorazioni preliminari per renderlo pronto alla filatura.
Marchans de chanvre et de fil. I mercanti di canapa e di filo (titolo LVIII) sembra che fossero gli intermediari fra i coltivatori e i tessitori.
Chanevaciers. I canepari (titolo LIX) vendevano alle Halles en Champeaux le tele ("canovacci") prodotte principalmente in Normandia e nelle Fiandre.
Cordiers. I cordai (titolo XIII) fabbricavano le corde in generale e il sartiame per le navi in particolare, utilizzando lino, canapa, filo di seta, scorza di tiglio filata, pelo di capra.
Abiti
Braaliers de fil. I braliers de fil (titolo XXIX) facevano delle brache, sorte di pantaloni corti, che arrivavano fino al ginocchio. Le brache erano realizzate in filo, in seta o in cuoio.
Chauciers. I calzai (titolo LV) facevano le calze, capo d'abbigliamento che copriva la parte alta o la parte bassa delle gambe. Le calze erano di tela o di seta.
Tailleurs de robes. I maestri sarti (titolo LVI) si occupavano del taglio dei tessuti, mentre il lavoro di cucitura era eseguito da lavoranti.
Cappelli
Chapeliers de feutre. I cappellai di feltro (titolo XCI) fabbricavano cappelli di lana d'agnello, portati dagli uomini.
Chapeliers de coton. I cappellai di cotone (titolo XCII) facevano guanti, berretti e mezziguanti di lana mista a cotone (il cotone era all'epoca molto raro).
Fourreurs de chapeaus. Gli imbottitori di cappelli (titolo XCV) imbottivano i cappelli di stoppa o di lana.
Chappelliers de fleurs. Le "cappellaie di fiori" (titolo XC), mestiere esercitato dalle donne, andavano a cercare i fiori nei giardini della periferia, poi li intrecciavano in coroncine e li vendevano in città (l'uso di incoronarsi di fiori era alla moda).
Chapeliers de paon. I "cappellai di pavone" (titolo XCIII) fabbricavano dei cappelli ornati di piume di pavone, indossati da prelati e gran signori.
Fesserresse de chappeaux d'or et d'œuvres a un pertuis. Il mestiere di "cappellai di orifrigio" (titolo XCV) consisteva nel creare dei copricapi ornati di ricami arricchiti di perle e di pietre preziose.
Commercianti di abiti
Merciers. I merciai (titolo LXXV) facevano commercio di prodotti di lusso: stoffe, oggetti per toeletta, cinture, frange per vestiti, borse. I merciai non avevano diritto di fabbricare questi prodotti, ma potevano arricchire i pezzi che vendevano con perle, pietre preziose, oro o argento.
Frepiers. Gli straccivendoli (titolo LXXVI) vendevano oggetti usati: vestiti o stoffe (panni, lane, tele, feltri, corami). Questi mercanti dovevano giurare di non comprare nulla dai ladri, né dagli sconosciuti incontrati nelle taverne, né, infine, dai lebbrosi. Inoltre, non dovevano comprare oggetti umidi e sanguinanti di cui ignorassero la provenienza, né alcun ornemento di chiesa salvo che non fosse riformata.
Corami e pellami
Baudraiers, faiseurs de courroies. I conciatori (titolo LXXXIII) si occupavano delle operazioni di concia e stiratura del cuoio per farne cinghie e corregge, nonché suole di scarpe. Rivendevano i corami così preparati ai cinturai, ai lormiers e ai merciai.
Cordouanniers. I cordovanieri (titolo LXXXIV) fabbricavano le scarpe di prima qualità. Lavoravano di preferenza il "cordovano" (oggi diremmo il "marocchino"), il cuoio di capra o pecora preparato alla maniera di Cordova.
Çavetonniers de petiz soulers de basenne. I calzolai (titolo LXXXV) facevano delle scarpe di basane (pelle di pecora) o in pelle di vitello.
Çavetiers. I ciabattini (titolo LXXXVI) fabbricavano le scarpe di qualità inferiore.
Corroiers. I correggiai (titolo LXXXVII) fabbricavano corregge e cinture a partire dai corami preparati dai conciatori (anch'essi chiamati "correggiai", con cui non bisogna confonderli). Le cinghie e le cinture erano decorate con borchie e piastrine di metallo, da ricami di seta o di filo.
Gantiers. I guantai (titolo LXXXVIII) fabbricavano i guanti di pelle.
Boursiers. I borsai (titolo LXXVII) fabbricavano vari oggetti di cuoio, in particolare borse e braghe di cuoio. Questi artigiani lavoravano il cuoio di cervo, cavallo, scrofa e vacca.
Seliers
Chapuiseurs
Blasonniers: i sellai (titolo LXXVIII) imbottivano, ricoprivano e decoravano le selle, la cui carpenteria in quercia era preparata dagli chapuiseurs (titolo LXXIX). I blasonniers (titolo LXXX) fabbricavano le guarnizioni per le selle in cuoio.
Lormiers. I lormiers ("brigliadori", di cui al titolo LXXXII) fabbricavano i finimenti per i cavalli: redini, briglie e cinghie, tagliando e cucendo delle strisce di cuoio che ornavano di placche di metallo.
Borreliers. I bourreliers (titolo LXXXI) fabbricavano i collari di cuoio destinati alla bardatura dei cavalli da tiro, che essi imbottivano di pelo o di stoppa.
Edilizia
Charpentiers. Il titolo XLVII tratta sotto il nome di carpentieri di tutti gli artigiani che lavorano il legno con degli utensili. Sono elencati: gli charpentiers-grossiers ("carpentieri all'ingrosso", ovvero carpentieri per l'edilizia); gli huchiers (fabbricanti di cassapanche e cofani); gli huissiers (letteralmente "uscieri", ovvero fabbricanti di porte); i tonneliers ("bottai", cioè fabbricanti di botti); gli charrons ("carrai", ovvero fabbricanti di carri a due o quattro ruote, di carrette, dei cerchi, dei raggi e dei mozzi delle ruote e dei relativi assi, di portantine e di timoni, secondo le precisazioni inserite da Jean de Garlande nel suo Dictionnaire); i cochetiers ("carrozzieri", cioè i fabbricanti di coches d'eau, ovvero di chiatte); i "feseurs de nez" (fabbricanti di barche); i tourneurs ("tornitori"); i lambrisseurs (coloro che foderavano i muri di boiseries); i couvreurs de maisons ("copritori di case").
Maçons, tailleurs de pierre, plastriés et morteliers. Il titolo XLVIII tratta degli addetti alle costruzioni: muratori (maçons), scalpellini (tailleurs de pierre), stuccatori (plastriés), fabbricanti di calcina (morteliers).
Altri mestieri
Faniers et courratiers de foin. Il titolo LXXXIX raggruppa i feiniers (mercanti di fieno), ed i courtiers (strilloni che percorrevano la città con un fascio di fieno per gridare il prezzo e l'indirizzo del venditore).
Chandeliers. I candelai (titolo LXIV) fabbricavano e vendevano le candele di sego.
Potiers d’estain
Esculliers
Potiers de terre: le stoviglie comuni erano fatte di stagno o peltro, di maiolica o di legno. Ed erano prodotte dai vasai di stagno (Potiers d’estain di cui al titolo XII) o di terra (Potiers de terre di cui al titolo LXXIV); gli écuelliers (letteralmente "scodellai", di cui al titolo XLIX) lavoravano il legno.
Estuveurs. Gli étuveurs (letteralmente "stufatori", di cui al titolo LXXIII) gestivano gli stabilimenti di bagni pubblici: bagni di vapore (étuves, "stufe") e bagni d'acqua tiepida.
Cirurgiens. Il titolo XCVI tratta dei chirurghi, sottoposti a una sorveglianza particolare sia a causa delle competenze richieste per esercitare, ma anche per assicurare il rispetto delle regole che proibivano loro di curare segretamente quanti avessero pendenze con la Giustizia.

## L'organizzazione dei mestieri
Gli statuti redatti dalle varie comunità di mestiere sono molto diversi fra loro. Il quadro generale sembra essere lo stesso per tutte, ma i redattori delle varie arti hanno fatto scelte differenti: certi hanno dato lunghe spiegazioni, altri si sono attenuti a testi molto concisi. La lettura degli statuti permette in ogni modo di descrivere le regole generali dell'organizzazione delle corporazioni parigine nel Duecento.

### I corpi di mestiere
Le comunità di mestiere erano delle associazioni di individui che avevano il diritto di esercitare un'attività commerciale o artigianale. Esse erano composte di maestri, apprendisti e lavoranti (valets), che s'impegnavano sotto giuramento a rispettare i regolamenti dell'Arte e l'autorità dei Giurati. Nessuno poteva esercitare un mestiere senza essere membro della corporazione che ne aveva il monopolio.
Fra i mestieri alcuni erano "franchi", ovvero per diventarne maestri bastava dimostrare le proprie abilità tecniche e prestare giuramento. Altri, invece, venivano acquistati: in questo caso non si poteva diventare maestri senza aver pagato un diritto, fissato in certi casi dal regolamento, in altri dal gran maestro della corporazione (certe comunità operaie erano considerate come una proprietà concessa dal Re a qualche grande ufficiale della Corte).

### Le confraternite
La solidarietà fra gli esercenti la stessa attività si organizzava nelle confraternite, ben presto costituite in associazioni religiose e benefiche. Gli statuti compresi nel Livre des Métiers ne parlano poco, ma alludono all'esistenza di casse di mutuo soccorso, alimentate da una parte delle quote associative e delle multe, e amministrate dai Giurati. Queste casse di mutuo soccorso permettevano di dare assistenza agli orfani dei membri della corporazione, oppure permettevano di far accedere gratuitamente all'apprendistato alcuni bambini poveri (come nello statuto dei sellai), o ancora permettevano di assistere i membri anziani caduti in povertà.
Certe confraternite facevano anche opere di carità: donavano i cibi confiscati (pane, pesci, carne, vino, birra) agli ospedali ed alle prigioni; ogni anno la ricca confraternita degli orefici offriva un pranzo ai poveri dell'Hôtel-Dieu, il giorno di Pasqua.

### Gli apprendisti
Tutti gli statuti davano ampio spazio alla regolamentazione dell'apprendistato. Solo i misuratori di grano, gli "stazzatori", gli strilloni di vino, gli straccivendoli e, più curiosamente, i panettieri non menzionavano l'apprendistato.
L'apprendistato era aperto ai figli dei maestri (talvolta anche ai figli dei parenti) senza limiti di numero. Per quanto riguarda i giovani provenienti da altri ambienti sociali, gli statuti in genere autorizzavano un solo apprendista per bottega. Tuttavia gli armorari, gli "arcieri", i fabbricanti di botticelle e di immagini sacre non avevano questo limite.
La durata minima dell'apprendistato era rigorosamente regolamentata. Essa variava secondo i mestieri, senza un rapporto diretto con la difficoltà del lavoro. Era, per esempio, di dodici anni presso i trafilatori d'oricalco, e la metà presso i battitori dello stesso materiale.
L'ingresso nell'apprendistato richiedeva il pagamento di un prezzo, una somma di denaro versata al maestro a titolo d'indennità e di garanzia per le prime spese di mantenimento e d'istruzione. Solo certi corpi di mestiere (carpentieri, fabbricanti di brache) accettavano di scaglionarne il pagamento. Bisognava inoltre versare una quota d'ingresso alla cassa della confraternita, per i mestieri in cui esisteva.
La durata dell'apprendistato ed il prezzo erano fissati con un patto che sanciva l'accordo delle parti in presenza di uno o due Giurati e di vari maestri. È probabile che nella maggior parte dei casi l'accordo fosse stipulato oralmente. I Giurati prima di concludere un patto si assicuravano della capacità del maestro e della sua solidità finanziaria; verificavano anche che avesse almeno un lavorante, per essere sicuri che l'apprendista non rimanesse mai solo a lavorare, ma che fosse sempre diretto e controllato.
Maestro ed apprendista erano vincolati dal patto, che non poteva essere risolto che in casi eccezionali. Persino se l'apprendista scappava dalla bottega - caso abbastanza frequente da essere espressamente previsto in molti statuti - il contratto non era automaticamente risolto: presso i coltellai erano necessari tre abbandoni per far decadere l'apprendistato; presso i fabbricanti di rosari e i drappieri ci voleva un anno e un giorno di assenza. Il contratto poteva anche essere risolto prima del termine attraverso una cessione, che faceva cambiar padrone all'apprendista e che era rigidamente regolata, oppure mediante il riscatto, che permetteva all'apprendista, d'accordo col maestro, di liberarsi in anticipo.
La fine dell'apprendistato era resa solenne dal giuramento con il quale l'apprendista, accompagnato dal suo maestro, affermava davanti ai Giurati di aver completato il periodo richiesto dal regolamento. Solo alcuni statuti del Livre des Métiers prevedevano una verifica delle capacità acquisite: per esempio i cordovanieri, i sarti, i drappieri di seta. Il "capolavoro" è menzionato solo nello statuto degli chapuiseurs. Forse era d'uso anche presso altri mestieri, ma senza avere l'importanza che acquisterà nei secoli successivi.

### I lavoranti
Il personale dei laboratori era costituito da lavoranti (valets), che potrebbero essere chiamati "operai" se non fosse che questa parola nel Livre des Métiers è usata per indicare in generale gli appartenenti ad un corpo di mestiere, maestri e lavoranti. Gli statuti non pongono limiti al numero di lavoranti per bottega.
Per essere ammessi nella corporazione, i valets dovevano aver completato il loro apprendistato e aver giurato di rispettare sempre i regolamenti del proprio mestiere. I loro rapporti con i padroni erano disciplinati da un contratto di locazione d'opera, per un periodo di tempo ed un salario fissati senza formalità. Il periodo poteva essere di una settimana, un mese, il semestre, l'anno. I lavoranti potevano anche lavorare alla giornata, presentandosi ogni mattina nel luogo detto dell'Aquila, presso la porte Saint-Antoine, oppure all'incrocio dei Campi ("carrefour des Champs") (luogo non ben individuato), oppure ancora alla casa della Conversa, dietro la chiesa di Saint-Gervais. Gli statuti non danno nessun'informazione sui salari.
Maestri e lavoranti appartenevano allo stesso corpo di mestiere, salvo in qualche particolare caso previsto dai regolamenti: ad esempio i tessitori avevano dei lavoranti tintori; oppure i cinturai avevano dei lavoranti boucliers.

### I maestri
Per diventare maestri bisognava avere le capacità tecniche richieste dal mestiere, nonché un capitale sufficiente per far funzionare un laboratorio.
Ma era soprattutto necessario ottenere l'autorizzazione dei Giurati e dei maestri, che giudicavano con decisione inappellabile le candidature al ruolo di maestro. In molti corpi di mestiere erano accettate soltanto le candidature dei figli dei maestri.
Si diventava maestri giurando in presenza dei membri della comunità, Giurati, maestri e lavoranti. Ogni corporazione aveva, al riguardo, le sue tradizioni: ma nel dettaglio si conosce solo la cerimonia di accettazione dei panettieri, che è descritta nel relativo statuto.
La maggior parte dei corpi di mestiere (i tre quarti di quelli inclusi nel Livre des Métiers) erano franchi; gli altri si pagavano e bisognava versare il prezzo al gran maestro del mestiere, che era in generale un nobile. Certi regolamenti (i fabbricanti di brache di filo e quelli di calze) esentavano dal pagamento i figli dei maestri.
La qualità di maestro era legata alla titolarità della bottega: se gli affari andavano male e doveva vendere il laboratorio, l'artigiano non aveva altra scelta che quella di andare come lavorante in un'altra bottega. Questa situazione non era affatto rara e dagli statuti dei fabbricanti di calze si apprende che trentacinque maestri di questo mestiere avevano dovuto riciclarsi come lavoranti.

### I giurati
Il funzionamento regolare dei corpi di mestiere era assicurato dai Giurati. Questo è il termine più usato negli statuti, ma sono chiamati anche Garde du métier ("guardie del mestiere") o Prud'hommes élus ("probiviri eletti"). Essi vegliavano sull'applicazione delle regole relative all'apprendistato e all'esercizio del mestiere, e godevano perciò del diritto d'ispezione. Inoltre si occupavano della gestione della cassa di mutuo soccorso. Infine, erano anche incaricati, per delega del Re, di far rispettare le leggi civili.
Anche i metodi di elezione dei Giurati variavano da corporazione e corporazione. Quando un signore della Corte era gran maestro di un mestiere, era lui che nominava i Giurati: era così per i panettieri (da parte del Panetier royal); per le corporazioni dei fabbricanti di serrature (da parte del Maître Maréchal); per i cordovanieri (ad opera del Gran Ciambellano); per i carpentieri e muratori (da parte del Maitre Charpentier royal, benché egli stesso non fosse un nobile, ma un membro del mestiere scelto dal Re). In qualche mestiere, per esempio gli orefici, i Giurati erano eletti dai soli maestri. In generale, ma gli statuti sono poco chiari sull'argomento, sembra che i Giurati fossero proposti dai maestri alla scelta del Prévôt de Paris, che aveva il potere di nominarli e destituirli.
In quasi tutte le corporazioni i Giurati erano scelti fra i maestri. Solo in qualche raro mestiere, per esempio i follatori o i fabbricanti di spilli, erano ammessi dei lavoranti come giurati.
Il numero di giurati andava da dodici, presso i panettieri e i regrattiers, a uno solo presso i fabbricanti di serrature di latta o le fabbricanti di coroncine di fiori. La maggior parte dei corpi di mestiere ne contavano due o tre.
I nuovi giurati prestavano giuramento di difendere il corpo di mestiere. Il mandato poteva avere una durata anche lunga: tre anni presso gli orefici. Ma, nella maggior parte dei casi, era di un anno. Queste funzioni prendevano molto tempo ed erano indennizzate attraverso un prelievo sulle ammende. Alcuni statuti (quelli dei tabletiers e dei sellai) prevedevano anche un contributo versato dai maestri.

### Le infrazioni e le multe
I Giurati dovevano verificare il rispetto dei regolamenti riguardanti l'apprendistato, l'assunzione dei lavoranti, il lavoro notturno, la disoccupazione, le imposte e gli oneri in natura. Ma soprattutto dovevano controllare nelle loro ispezioni la qualità dei prodotti, individuare i prodotti scadenti e quelli contraffatti. Questa preoccupazione era così forte che i padroni e i loro lavoratori dovevano giurare di denunciare chi trasgredisse.
L'infrazione era sanzionata con la confisca degli oggetti falsificati, che venivano distrutti, e con il pagamento di un'ammenda il cui importo era fissato negli statuti. Un gran numero di corpi di mestiere fissava l'importo della multa a cinque soldi, ma poteva arrivare a venti soldi (presso i fabbricanti di cervogia, i carpentieri, i tessitori, i tintori, i sellai, i mercanti di fieno), o addirittura a sessanta (presso i drappieri di seta) o ottanta soldi (presso i fabbricanti di rosari di corallo). La maggior parte delle multe erano incamerate dal Re. Un quinto della somma, in genere, andava ai Giurati.

### La regolamentazione del lavoro
Normalmente gli statuti trattavano la disciplina del lavoro solo per menzionare i giorni e le ore lavorate.
Per quanto riguarda la durata quotidiana, la sola regola espressa chiaramente negli statuti è il divieto di lavoro notturno. Essa era innanzitutto giustificata per un motivo pratico: la luce artificiale non permetteva di fabbricare un buon prodotto. Tuttavia, alla base vi era il timore che la notte fosse propizia per fabbricare prodotti difettosi o contraffatti. In effetti era uso lavorare, non solo di giorno, ma anche tenendo aperte le porte della bottega, in modo che i passanti potessero vedere il lavoro in corso.
Qualche corporazione, tuttavia, permetteva il lavoro notturno: ad esempio i barilliers, gli archiers, gli imagiers. Analogamente erano autorizzati gli orefici, gli armorai, i sarti, i cordovanieri, quando dovevano soddisfare una richiesta del Re, della Regina, dei principi di sangue, del vescovo di Parigi, dei grandi ufficiali della Corte. Era anche tollerato che si prolungasse la giornata quando un lavoro era urgente: così per gli imbottitiori di cappelli, i sarti, i lormiers, quando ricevevano l'ordine la sera per il giorno dopo.
Gli statuti non sono sempre chiari riguardo alla durata della giornata lavorativa. In generale il lavoro doveva cominciare al sorgere del sole e terminare durante il charnage ai vespri, cioè verso le sei di sera, e durante la "quaresima" a compieta, ovvero verso le nove di sera. Il "charnage" era la parte dell'anno in cui le giornate sono corte, dal giorno di San Remigio (9 ottobre) alla "domenica dei tizzoni" (prima domenica di Quaresima). La "quaresima" designava il periodo in cui le giornate sono lunghe, ben oltre la Pasqua. Certi statuti prescrivevano regole differenti: ad esempio i fabbricanti di rosari di corallo e quelli di cappelli ricamati d'oro regolavano il loro lavoro sulla luce del giorno.
Non si lavorava tutti i giorni: era proibito lavorare di domenica, i giorni delle feste religiose, il giorno del patrono della confraternita. La vigilia di questi giorni il lavoro terminava più presto.

### Regolamentazione del commercio
Molti statuti dettavano regole precise riguardo all'acquisto e alla vendita. Quelli dei tessitori, dei tintori, dei follatori, proibivano, ad esempio, i cartelli di maestri che permettessero di accaparrarsi le materie prime o di influenzare i prezzi. I "rigattieri", i pollaioli, i pescivendoli, non dovevano rifornirsi che sulla piazza del mercato. Esisteva un diritto di spartizione che permetteva a un maestro di intervenire in un affare concluso da un altro maestro della stessa corporazione e di ottenere, allo stesso prezzo ottenuto dal secondo, la metà della fornitura che si era procurato. Questo diritto di spartizione è descritto in vari statuti, fra cui quello degli chapuiseurs: doveva valere nella maggioranza delle corporazioni.
L'attività di "pubblicità" è raramente descritta nel Livre des Métiers. Essa consisteva principalmente nel percorrere la città gridando il prezzo di una prodotto e mostrandone un campione: fasci di fieno per gli strilloni dei mercanti di fieno; brocche di vino per quelli di vino. A leggere gli statuti di questi ultimi si vede che essi avevano anche il compito di controllare i debiti di bevande per conto degli scabini.
L'attività di vendita ambulante era oggetto di diffidenza da parte dei corpi di mestiere, che vi vedevano la possibilità di mettere in vendita prodotti adulterati. In generale, gli statuti autorizzavano un solo ambulante per bottega, e spesso era lo stesso padrone o sua moglie.
Eccettuata quella ambulante, la vendita di tutti i prodotti si doveva fare in bottega. Ma il venerdì e il sabato tutti commercianti dovevano chiudere bottega e recarsi alle Halles en Champeaux. Dovevano così pagare al Re diritti supplementari di esposizione e di tonlieu (per esempio i tessitori versavano due denari per la vendita di un panno intero nella loro bottega e sei denari se lo vendevano alle Halles). Solo qualche mestiere, come i boucliers, gli attacheurs, i fermaillers, i fonditori, i cappellai che lavoravano il cotone, affermavano di non essere obbligati al riguardo e di andare alle Halles di loro spontanea volontà.

### Le imposte, i diritti e i contributi in natura
Le tasse, i diritti e gli oneri in natura a carico delle corporazioni sono l'oggetto della seconda parte del Livre des Métiers.
Come antichi usi feudali, rimanevano degli oneri in natura. Per esempio, i mercanti di fieno ad ogni entrata del Re a Parigi dovevano dare un fascio di fieno fresco, i maniscalchi erano tenuti ai fers du roi, cioè a ferrare i cavalli da sella della Corte. Questi contributi in natura tendevano tuttavia a essere sostituiti da contributi in denaro: così anche i fers du roi furono sostituiti dal versamento di sei denari per maestro il giorno della Pentecoste.
I droictures et coustumes, péages et redevances ("diritti e usi, pedaggi e oneri") a carico dei corpi di mestiere erano molti, difficili da riscuotere, e potevano dar luogo a numerose frodi. Questo avveniva per il tonlieu, che è oggetto di venti titoli della seconda parte del Livre des Métiers. Il tonlieu era la vera imposta sui commerci: per ciascuna vendita di qualunque merce sia il commerciante che l'acquirente dovevano un diritto proporzionale alla quantità venduta.
Alcune corporazioni ottennero di essere esentate dal tonlieu e da una moltitudine di altri diritti in cambio del versamento annuale di un unico contributo, l'hauban. Di questo trattamento godevano i seguenti corpi di mestiere: panettieri, "rigattieri" di pane e di sale, macellai, "pescatori delle acque del Re", maniscalchi, correggiai, borsari, conciatori, pellicciai, guantai, follatori, straccivendoli. All'interno di queste corporazioni, tuttavia, non tutti i maestri erano haubaniers, qualità che richiedeva in più l'ottenimento di una specifica autorizzazione personale.

### Le ronde notturne
Per garantire la sicurezza delle strade di notte, veniva convocata ogni giorno una milizia di una sessantina di persone, costituita da maestri delle arti tenuti all'obbligo della ronda, i quali a turno si presentavano al Grand Châtelet al calar del sole per essere divisi in varie pattuglie. La vigilanza durava fino al sorgere del sole quando un agente dello Châtelet "cornait la fin du guet": suonava il corno per segnalare la fine della ronda. Il servizio era obbligatorio fino all'età di sessant'anni.
I Giurati erano esentati dalla ronda durante il periodo in cui rimanevano in carica.
Certi corpi di mestiere erano esentati in permanenza: gli orefici, i fabbricanti di botticelle, gli armorari, gli scultori d'immagini sacre, i fabbricanti di archi, i cappellai che usavano piume di pavone, i merciai, in quanto addetti a servire il Re, la Chiesa, i cavalieri e gentiluomini, erano riusciti ad affrancarsi da molti obblighi: oltre a quello della ronda, dal divieto di lavoro notturno e festivo, dal limite nel numero di apprendisti. I misuratori di grano e di capacità, nonché gli strilloni di vino, poiché non avevano una bottega, erano anch'essi esonerati dalle ronde.
L'onere della ronda era a carico dei soli maestri, i quali non potevano farsi sostituire dai lavoranti. Anche gli statuti raccolti nel Livre des Métiers contengono la rivendicazione da parte di varie corporazioni di essere esonerati dalla vigilanza: alcune invocando la clientela servita (per esempio, i cristallieri e i gioiellieri, riprendendo le argomentazioni degli orefici), altre invocando un'esenzione tradizionale (per esempio, i preparatori di cemento e i tagliatori di pietre, pretendevano di essere esentati dalla ronda dai tempi di Carlo Martello).

### La giurisdizione delle arti
La giurisdizione delle corporazioni avrebbe dovuto costituire la terza parte del Livre des Métiers, parte che non è mai stata redatta, oppure è andata perduta. Attraverso le menzioni sui diritti di giustizia contenute negli statuti, è in ogni modo possibile affrontare l'argomento.
L'amministrazione delle comunità operaie, l'iscrizione dei loro regolamenti, la ratificazione della nomina dei loro Giurati, la riscossione delle ammende, il giudizio dei casi più gravi, erano riservati alla competenza del Prévôt de Paris, che agiva in nome del Re.
Il Re aveva tuttavia concesso certi mestieri al Prévôt des marchands de Paris, che possedeva i tre corpi di mestiere dei misuratori di grano e di capacità, e i mercanti di vino.
Altre corporazioni erano state concesse dal Re ai Grandi Signori della Corte. Questi Gran Maestri generalmente nominavano i Giurati, riscuotevano il prezzo d'acquisto del mestiere nonché le ammende, e secondo i corpi di mestiere potevano disporre di entrate speciali o di altri privilegi. Il Maresciallo Reale era gran maestro e giustiziere degli artigiani del ferro: fabbri, coltellai, fabbricanti di serrature. Il Cameriere Reale possedeva le corporazioni degli straccivendoli, una parte di quella dei guantai, e divideva con il Gran Ciambellano le arti dei cordovanieri e dei calzolai. Lo stesso Gran Ciambellano divideva a sua volta con il Connestabile di Francia la comunità dei sellai. Gli Scudieri Reali, infine, avevano l'arte dei ciabattini.
Fra il personale addetto alla Maison du roi, il Carpentiere era incaricato dell'amministrazione della giustizia su tutti gli operai che lavoravano il legno. Il Mastro Muratore godeva degli stessi diritti sui muratori, stuccatori, fabbricanti di calcina e scalpellini. Il Mastro Cuoco aveva il diritto di sorveglianza sui mestieri legati al commercio dei viveri.